# یواس‌اس سامپتر (۱۸۵۳)
یواس‌اس سامپتر (۱۸۵۳) (به انگلیسی: USS Sumpter (1853)) یک کشتی بود که طول آن ۱۶۳ فوت (۵۰ متر) بود. این کشتی در سال ۱۸۵۳ ساخته شد.